# Ємельянов Олександр Йосипович
Олександр Йосипович Ємельянов (1905, село Нікольське Медуської волості Петергофського повіту Санкт-Петербурзької губернії, тепер Ломоносовського району Ленінградської області, Російська Федерація — 24 червня 1953, місто Южно-Сахалінськ, тепер Російська Федерація) — радянський державний діяч, голова Сахалінського облвиконкому. Депутат Верховної ради СРСР 3-го скликання.

## Життєпис
Народився в багатодітній бідній селянській родині. Батько помер у 1908 році. У 1919 році закінчив сільську початкову школу, працював у сільському господарстві.
У 1921—1924 роках — секретар Медуської сільської ради Петроградської губернії. У 1924 році вступив до комсомолу.
У 1924—1926 роках — член правління Медуського сільськогосподарського товариства Ленінградської губернії.
У 1926—1927 роках — податковий інспектор виконавчого комітету Медуської волосної ради; завідувач фінансової частини виконавчого комітету Гостилицької волосної ради Ленінградської губернії.
У 1927—1929 роках — голова Гостилицького товариства споживачів Ленінградської області.
Член ВКП(б) з 1929 року.
У 1929—1930 роках — завідувач Оранієнбаумського районного фінансового відділу та заступник голови виконавчого комітету Оранієнбаумської районної ради Ленінградської області.
У 1930—1932 роках — завідувач Будогощенського районного фінансового відділу Ленінградської області.
У 1932—1934 роках — старший інспектор Ленінградського обласного фінансового відділу.
У 1934—1936 роках — студент Фінансової академії (Московського кредитно-економічного інституту) Народного комісаріату фінансів СРСР. Після закінчення навчання направлений працювати на Далекий Схід.
У 1936—1937 роках — завідувач Александровського міського фінансового відділу Сахалінської області.
У жовтні 1937 — жовтні 1944 року — завідувач Сахалінського обласного фінансового відділу.
У жовтні 1944 — грудні 1945 року — 1-й заступник голови виконавчого комітету Сахалінської обласної ради депутатів трудящих.
У 1945 — квітні 1947 року — заступник начальника Цивільного управління Південного Сахаліну при Військовій раді II-го Далекосхідного фронту (Далекосхідного військового округу); заступник начальника Южно-Сахалінського обласного управління з цивільних справ.
У квітні 1947 — 1 березня 1949 року — 1-й заступник голови виконавчого комітету Сахалінської обласної ради депутатів трудящих.
1 березня 1949 — 24 червня 1953 року — голова виконавчого комітету Сахалінської обласної ради депутатів трудящих.
Помер у ніч на 24 червня 1953 року. Похований 26 червня 1953 року в місті Южно-Сахалінську.